# Terry Pratchett
Terence David John „Terry“ Pratchett (28. dubna 1948 Beaconsfield, Buckinghamshire, Anglie – 12. března 2015 Broad Chalke, Wiltshire, Anglie) byl anglický spisovatel věnující se převážně žánru fantasy. Je známý především svou sérií knih Úžasná Zeměplocha. Do češtiny jeho dílo překládal Jan Kantůrek.

## Životopis
Pratchett se narodil v Beaconsfieldu v anglickém hrabství Buckingham Davidovi a Eileen Pratchettovým. Absolvoval High Wycombe Technical High School (nynější John Hampden Grammar School), kde byl klíčovým členem debatní společnosti a psal příběhy do školního časopisu. Popisuje se vtipně jako „nepopsatelný student“ a ve Who's Who připisuje s nadsázkou své vzdělání Beaconsfieldské veřejné knihovně.
Prvním publikovaným dílem byla krátká povídka The Hades Business (Kšeft v Hádesu) uveřejněná ve školním časopise, když mu bylo třináct let, a poté v časopise Science Fantasy v roce 1963, za což obdržel finanční odměnu čtrnáct liber. Druhá uveřejněná práce se jmenovala Night Dweller (Noční tvor) a byla publikována ve 156. čísle časopisu New Worlds v listopadu 1965.
Po odchodu ze školy v roce 1965 získal práci v místních novinách Bucks Free Press a později působil v několika dalších regionálních novinách v jihozápadní Anglii včetně titulů Western Daily Press a Bath Chronicle.
V roce 1968 se Pratchett oženil s Lyn Purves a v roce 1976 se manželům narodila dcera Rhianna Pratchett, která je dnes novinářkou a autorkou fantasy literatury.
V roce 1968 coby novinář dostal za úkol udělat interview s Petrem Bander van Durenem, jedním z ředitelů malého vydavatelství. Během rozhovoru se Pratchett zmínil, že napsal knihu The Carpet People (česky Kobercové). Kniha vyšla s Prachettovými ilustracemi v roce 1971, byla slavnostně představena v oddělení koberců obchodního domu Heal's na Tottenham Court Road v Londýně a měla sice nemnoho, zato přesvědčivých recenzí. Následovaly sci-fi romány The Dark Side of the Sun (1976; česky Temná strana slunce, 1997) a Strata (1981; česky 1997).
V roce 1980 se Pratchett stal tiskovým mluvčím elektrárenské společnosti Central Electricity Generating Board, přičemž v jeho působnosti bylo několik jaderných elektráren. Později vtipkoval o tom, že předvedl svůj smysl pro dokonalé načasování, když zaměstnání změnil tak brzy po jaderné havárii v elektrárně Three Mile Island v Pensylvánii v USA.
Práci pro CEGB opustil v roce 1987, v době, kdy se již uživil psaním. Mohl psát více a v nejproduktivnějším období psal dvě knihy ročně.
V roce 1998 obdržel Řád britského impéria v hodnosti Officer za službu literatuře. Se sobě vlastní ironií to komentoval prohlášením ve smyslu „mám podezření, že 'službu literatuře' prokážu, když se zdržím dalších pokusů nějakou napsat“. V roce 1999 mu byl udělen čestný doktorát z literatury na univerzitě ve Warwicku.
Jako svoje záliby Pratchett uváděl „psaní, procházení, počítače, život“. Dobře je znám také díky své zvláštní zálibě v pokrývkách hlavy, což je vidět na zadních stranách obálek originálních vydání většiny jeho knih.
Ke konci roku 2007 bylo Pratchettovi diagnostikováno onemocnění Alzheimerovou chorobou.

Erb Terryho Pratchetta z roku 2010

Dne 1. ledna 2009 jej Alžběta II. jmenovala rytířem, díky čemuž mohl Pratchett užívat titul sir.
V roce 2009 Pratchett oznámil, že chce podstoupit eutanazii, dříve než se nemoc dostane do kritického stadia. V roce 2010 byl vybrán, aby na toto téma přednesl 1. února 2010 tzv. Dimblebyho přednášku (Richard Dimbleby Lecture byla založena na památku reportéra BBC Richarda Dimblebyho v roce 1972; od té doby je každoročně vybrána a poctěna významná osobnost, aby přednesla přednášku na aktuální téma). Přednášku s názvem Shaking Hands With Death (Potřást si rukou se smrtí / Smrtěm) Pratchett napsal, ale vzhledem ke zdravotnímu stavu ji nemohl přednést, a proto ji přečetl Pratchettův přítel, herec Tony Robinson (Baldrick ze seriálu Černá zmije).
Terry Pratchett zemřel ve svém domě 12. března 2015 na následky Alzheimerovy choroby. V srpnu 2017 byly na přání autora zničeny zárodky již nedokončených knih a před otevřením výstavy o jeho životě a díle byl pevný disk z Pratchettova počítače přejet parním válcem.

## Záliba v počítačích
Pratchett začal používat počítače k psaní hned, jak mu byly dostupné. Jeho prvním počítačem byl ZX81 a prvním počítačem, který používal opravdu na psaní, byl Amstrad CPC 464, který později nahradil modelem IBM PC compatible. Pratchett byl jedním z prvních spisovatelů, kteří běžně využívali internet pro komunikaci s fanoušky, a přispíval do Usenetové diskusní skupiny alt.fan.pratchett z roku 1992. Internet přesto nepovažoval za svůj koníček, nýbrž jen za další „užitečný nástroj“. Vlastnil několik počítačů, a to včetně sestavy šesti monitorů pro snazší psaní. Na cesty si s sebou na psaní vždy bral přenosný počítač, původně to byl model Olivetti Quaderno z roku 1992.
V rozhovoru se spoluzakladatelem Microsoftu Billem Gatesem v roce 1995 Pratchett vyjádřil obavy z možného šíření dezinformací v online prostředí. Byl toho názoru, že na internetu panuje „jistá parita úcty k názorům“, a jako příklad uvedl zpochybňování holokaustu, které je prezentováno na stejné úrovni jako vědecké práce, a je tudíž velmi složité posoudit jeho důvěryhodnost. Gates s tímto tvrzením nesouhlasil a odvětil, že online instituce budou sledovat a prověřovat fakta a zdroje daleko sofistikovanějším způsobem, než jak je tomu v tištěné podobě. Tento rozhovor byl znovuobjeven v roce 2019 a autor Pratchettova životopisu jej považuje za předpověď dnešních „fake news“.
Pratchett byl náruživým hráčem videoher a podílel se na tvorbě několika herních adaptací svých knih. Měl zálibu ve hrách, které jsou „promyšlené a mají hloubku“, jako je například Half-Life 2 (2004) a fanouškovské mise pro herní sérii Thief. Rudá armáda ve hře Interesting Times byla přirovnávána k logické hře Lemmings z roku 1991. Na otázku ohledně této podobnosti Pratchett odpověděl: „Jenom proto, že rudá armáda umí bojovat, rýt, pochodovat a šplhat a ovládá se pomocí malých ikonek? Vůbec nechápu, jak na to přišli… Nejen, že jsem si hru Lemmings ze svého hard disku smazal, ale také jsem ji přepsal, abych se k ní už nedostal.“ Za svou oblíbenou označil hru The Elder Scrolls IV: Oblivion (2006) se slovy, že využívá mnohých jejích nebojových fanouškovských módů. K vývoji alespoň jednoho populárního fanouškovského módu dokonce sám přispěl.

## Pratchett a přírodní vědy
Přírodní vědy Pratchetta odjakživa fascinovaly, k čemuž se při několika příležitostech sám přiznal. Vlastnil skleník plný masožravých rostlin, které (nejen ve svých medailonkách na přebalech některých knih) popsal jako „ne tak zajímavé, jak si lidi myslí.“ S příchodem knihy Carpe Jugulum se tento záznam změnil na „dříve ve skleníku pěstoval masožravé rostliny, nyní však převzaly nad skleníkem vládu, a tak do něj již nechodí.“
V roce 1995 paleontolog Richard Köhler na jeho počest pojmenoval novozélandskou zkamenělinu mořské želvy z doby Eocénu Psephophorus terrypratchetti.
Pratchettovi fanoušci roku 2016 podali petici Mezinárodní unii pro čistou a užitou chemii (IUPAC), aby nový chemický prvek s číslem 117, dočasně nazývaný ununseptium, pojmenovali oktarína (podle barvy kouzel ze světa Zeměplochy) a značili ho "Oc" (s výslovností [u:k]). Přesto pro něj Unie nakonec zvolila jméno tennessine se symbolem Ts.
Pratchett byl členem nadace pro ochranu orangutanů Orangutan Foundation, ohledně budoucnosti orangutanů byl ale skeptický. Během svého působení podnikl s filmovým štábem kanálu Channel 4 cestu na Borneo, kde roku 1995 natočili epizodu pro dokument Jungle Quest pozorující orangutany v jejich přirozeném prostředí. Po Pratchettově vzoru fanouškovské události, jako jsou například srazy fanoušků Zeměplochy, přijaly Orangutan Foundation za vlastní, což také nadace velmi oceňovala. Knihovník, jedna z Pratchettových zeměplošských postav, je kouzelník, jenž byl při nehodě s kouzly přeměněn v orangutana, a protože se mu to k práci náramně hodí, rozhodl se v této podobě zůstat.
Pustakawan je indonéský výraz pro knihovníka a jméno geneticky cenného samečka orangutana sumaterského narozeného 17. 11. 2020 v pražské zoologické zahradě. Toto jméno je poctou Knihovníkovi, slavnému zeměplošskému zaměstnanci Neviditelné univerzity, a také odkazu autora Terryho Pratchetta, který se aktivně angažoval v ochraně kriticky ohrožených pozemských orangutanů.

## Náboženství
Ačkoli byl Pratchett vychován ve vyznání Anglikánské církve, považoval se za ateistu a humanistu.
Přiznal se, že jako dítě četl Starý zákon a „zhrozil se“, ale Nový zákon se mu zamlouval a souhlasil, že Ježíš „toho měl hodně co říct.“ Přesto se „na ně nedokázal dívat jako na souvislý příběh.“ Když poté četl Darwinovu publikaci O původu druhů, prohlásil, že to „dávalo dokonalý smysl… Evoluce byla mnohem zábavnější než biblický výklad.“ Řekl, že nikdy nebyl vyloženě proti náboženství a že podle jeho názoru mělo velký význam pro vývoj lidstva. V jednom z rozhovorů ale pronesl citát hlavního hrdiny románu Národ (v originále Nation): „Než uctívat sopku je lepší sestrojit seismograf,“ s kterýmžto výrokem se Pratchett ztotožňoval.
V rozhovoru pro Times v roce 2008 řekl: „Věřím ve stejného Boha jako Einstein… A existuje šance, že když se podíváme za všechny ty bohy s plnovousy a lidskými rysy, které jsme jim přisoudili, tak za tím vším, na druhé straně fyziky, možná leží ta uspořádaná struktura, ze které všechno pramení.“ V rozhovoru pro rádiový program Front Row popsal zážitek, kdy slyšel hlas svého zesnulého otce a zalil ho pocit míru a pokoje. Komentátoři vyprávění chápali tak, že se Pratchett obrátil na víru. On však v článku žurnálu Daily Mail odpověděl, že ten den Boha nenašel, a byl přesvědčen, že ten hlas pocházel ze vzpomínky na otce a silného přílivu štěstí.

## Psaní
Aby se člověk mohl věnovat psaní, je podle Pratchetta nutné hojně číst, a to jak texty psané ve zvoleném preferovaném žánru, tak i ty mimo něj, dokud mu „nepolezou ušima“. Řekl, že psaní je dřina a že spisovatel musí „přijmout mluvnici, interpunkci a pravopis za součást svého života.“ Pratchett si ovšem psaní užíval a peněžní odměně za něj hovořil spíše jako o „nevyhnutelném následku“ než jako o motivaci pro psaní.

### Fantasy žánr
Ačkoli Pratchett na začátku kariéry přispíval k žánrům science fiction a hororu, později se téměř výlučně věnoval fantasy se slovy, že „je jednodušší podřizovat vesmír příběhu.“ Ve svém projevu ku příležitosti převzetí Carnegieho medaile za literaturu pronesl: „Fantasy není jen o čarodějích a mávání hůlkami. Je to o nahlížení na svět z nové perspektivy.“ Odkazoval tím na Pána prstenů a knihy o Harrym Potterovi, na jejichž přínos fantasy žánru v projevu upozornil.
Pratchett byl názoru, že „měl dluh vůči žánrům science fiction a fantasy, na nichž vyrostl“, a odmítal termín „magický realismus“, což byl podle jeho názoru jen „zdvořilejší a pro jisté lidi přijatelnější výraz pro fantasy“. Rozčiloval se, že „je fantasy přehlíženým literárním druhem“ a tvrdil, že se jedná o „nejstarší formu fikce,“ a dle vlastních slov přímo zuřil vždy, když díla obsahující myšlenky fantasy nebo science fiction nebyla do těchto žánrů zařazena. Na toto téma vedl debaty se spisovatelkou A. S. Byattovou a kritikem Terry Eagletonem a zastával názor, že fantazie je základním kamenem našeho vnímání světa, a je tudíž nedílnou součástí veškeré fikce.

### Styl a témata
Pratchett první knihy své Úžasné Zeměplochy psal z velké části v duchu parodie na klasické příběhy s meči a kouzly (místy i žánru science fiction), ale jak série postupovala, oddal se parodii téměř zcela, a Zeměplocha se stala otevřenou (i když stále komickou) satirou.
Pratchett měl tendenci nerozdělovat příběhy do kapitol a v rozhovoru pro Book Sense svůj postoj hájil slovy, že „do jednotlivých kapitol není rozdělen ani život, ani filmy, a ani Homér takovým způsobem nepsal,“ a dodal: „Ať jsem blázen, jestli vím, k čemu jsou v knihách pro dospělé dobré.“ I tak se ale v jeho dílech najdou výjimky. Zaslaná pošta (v originále Going Postal) a Nadělat prachy (v originále Making Money) a řada dalších knih pro mladší čtenáře do kapitol rozdělené jsou. Pratchett tvrdil, že knihy pro mládež do kapitol rozděloval proto, že „by [jeho] vydavatel jinak zešílel,“ ale jinak zastával náz, že jsou v knihách zbytečnými „stopkami“, které překáží plynutí příběhu.
Postavy, místopisné názvy a tituly v Prachettových knihách často obsahují slovní hříčky, skryté významy a kulturní odkazy. Některé jeho postavy jsou parodiemi na jiné, notoricky známé postavy či osobnosti. Například Barbar Cohen, zvaný též Čingis Cohen, paroduje Barbara Conana a Čingischána a postava jménem Leonardo da Quirm je zase parodií na malíře Leonarda da Vinci.
Dalším charakteristickým rysem Pratchettova stylu je psaní přímé řeči velkými písmeny a bez uvozovek, pokud se jedná o promluvy postavy Smrtě.
Pratchett byl celý život jedináček, a tak ani jeho postavy často nemívají sourozence. Podle jeho slov „jsou ve fikci právě jedináčci ti zajímaví.“
Knihy série Úžasná Zeměplocha často obsahují prvky moderní inovace, které jsou uvedeny do tamního středověkého prostředí. Patří mezi ně například policejní bezpečnostní složka (v knize Stráže, stráže!, v originále Guards! Guards!), střelné zbraně (Muži ve zbrani, v originále Men at Arms), film (Pohyblivé obrázky, v originále Moving Pictures), investigativní novinařina (Pravda, v originále The Truth), poštovní známka (Zaslaná pošta), moderní bankovnictví (Nadělat prachy) nebo parní stroj (Pod parou, v originále Raising Steam). Systém sítě signalizačních semaforových věží, který se začal objevovat až v pozdějších dílech, je mechanický optický telegraf z doby před vynálezem kabelových telegrafních sítí (jako ten, který vynalezl Claude Chappe a jeho bratři a který našel využití během Francouzské revoluce), doprovázený všemi změnami a rozruchem, které jdou s takovým pokrokem ruku v ruce. Výsledné společenské pozdvižení, které tyto změny způsobily, slouží jako hlavní kulisy příběhu.

### Vliv
Mezi Pratchettovy první vzory patřily Vítr ve vrbách aneb Žabákova dobrodružství z pera Kennetha Grahama, díla H. G. Wellse, Isaaca Asimova a Arthura C. Clarka. 

## Dílo

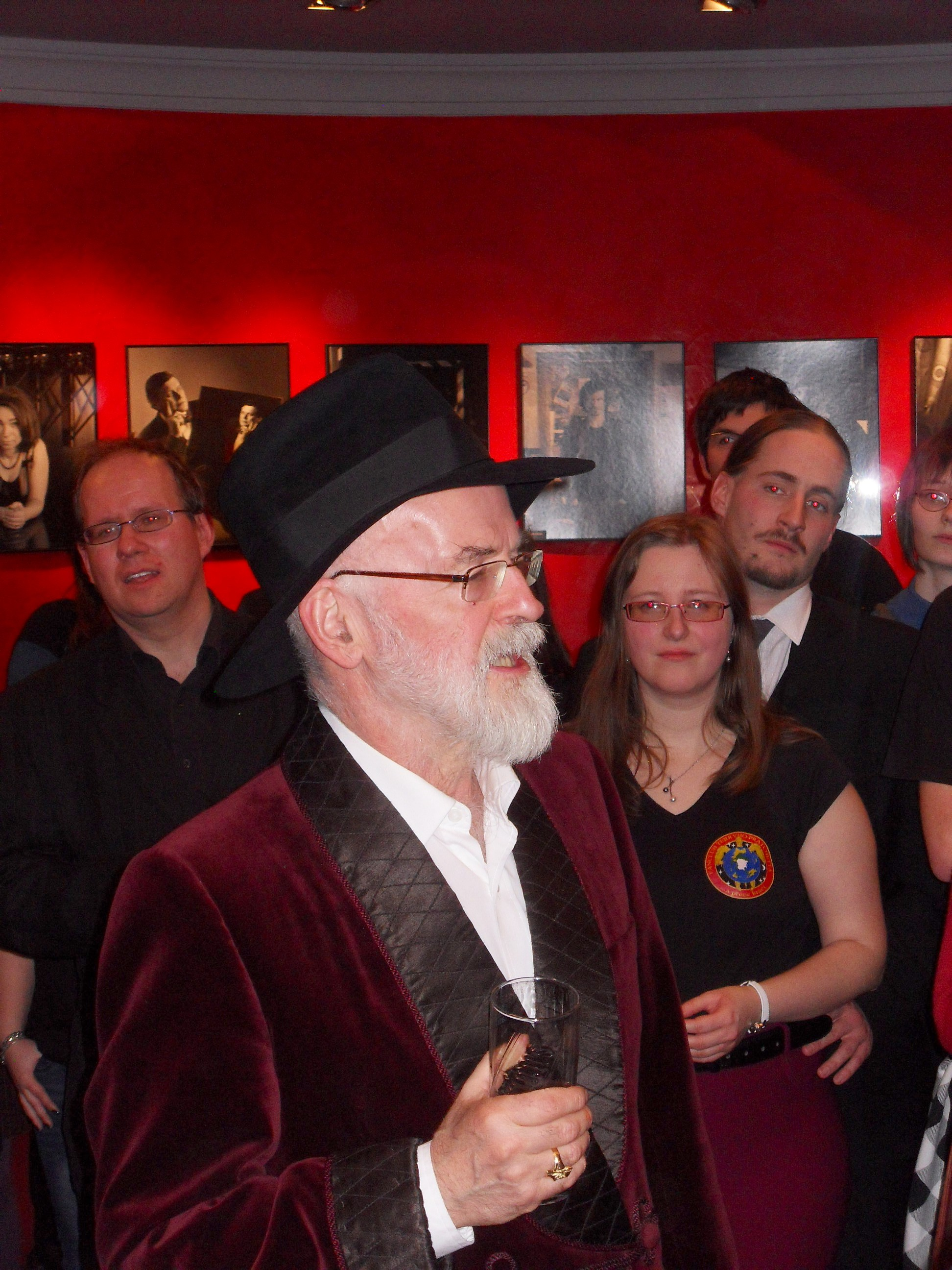
Terry Pratchett mezi českými fanoušky v pražském Divadle v Dlouhé (2011)

- Série děl „Úžasná Zeměplocha“, od roku 1983, v originále Discworld
- Kobercové – 1971, v originále The Carpet People, základ příběhů o Nomech
- Vyprávění o Nomech – v originále The Nome Trilogy, nebo The Bromeliad Trilogy (v USA)
  - Velká jízda (1. vydání) nebo Na cestu (2. vydání) – v originále Truckers
  - Velký boj (1. vydání) nebo Na nepřítele (2. vydání) – v originále Diggers
  - Velký let (1. vydání) nebo Na shledanou (2. vydání) – v originále Wings
- Odvrácená strana slunce – 1976, v originále The Dark Side of the Sun (sci-fi)
- Strata – 1981, čistokrevné sci-fi o planetární inženýrce Kin Aradové, v němž se poprvé objevuje motiv ploché země (ještě trochu odlišné od později napsané Zeměplochy)
- Dobrá znamení – v originále Good Omens spolu s N. Gaimanem, humorně pojatý příběh o zrození Antikrista.
- Série příběhů Johnnyho Maxwella, který vidí mrtvé, mimozemšťany a spoustu dalších divných věcí:
  - Johnny, jen ty můžeš zachránit lidstvo – v originále Only You Can Save Mankind, sci-fi o tom, co se stane, když se z počítačové hry stane skutečnost a hráči zjistí, že ve virtuální střílečce zabíjejí živé bytosti.
  - Johnny a bomba – v originále Johnny and the Bomb
  - Johnny a mrtví – v originále Johnny and the Dead
- Nefalšovaná kočka – humorný úvod do kočičí povahy
- Národ – v originále Nation
- Filuta – v originále Dodger